# Lưu Hắc Thát
Lưu Hắc Thát (giản thể: 刘黑闼; phồn thể: 劉黑闥; bính âm: Líu Hēità, ? - 623) là một thủ lĩnh khởi nghĩa nông dân vào thời Tùy mạt Đường sơ trong lịch sử Trung Quốc, trước đó ông từng lần lượt phụng sự cho các thủ lĩnh Hác Hiếu Đức (郝孝德), Lý Mật, Vương Thế Sung và Đậu Kiến Đức. Sau khi Đậu Kiến Đức bị Đường Cao Tổ xử trảm vào năm 621 và nước Hạ bị Đường sáp nhập, Lưu Hắc Thát đã nổi dậy để báo thù cho Đậu Kiến Đức, và trong một thời gian ngắn đã tái chiếm được lãnh thổ cũ của Đậu Kiến Đức ở bờ bắc Hoàng Hà. Lưu Hắc Thát sau đó bị đánh bại, lần đầu là bởi tướng Đường Lý Thế Dân và sau đó là bởi thái tử Đường Lý Kiến Thành. Năm 623, ông bị một người từng theo mình là Gia Cát Đức Uy (諸葛德威) bắt giữ rồi bị xử tử.

## Cuộc sống ban đầu
Lưu Hắc Thát là người Chương Nam (漳南, nay thuộc Hàm Đan, Hà Bắc)—cùng huyện với Đậu Kiến Đức. Ông được mô tả là có những hành động dũng cảm và nhanh trí vào thời niên thiếu. Ông cũng thích uống rượu và chơi cờ bạc. Lưu Hắc Thát trở thành bằng hữu với Đậu Kiến Đức, và bất cứ khi nào ông thiếu tiền, Đậu Kiến Đức đều trợ giúp cho ông.

## Tham gia nổi dậy
Lưu Hắc Thát sau đó tham gia nổi dậy chống lại triều đình Tùy, thoạt đầu ông theo Hác Hiếu Đức (郝孝德), sau đó gia nhập vào Ngõa Cương quân của Lý Mật. Sau khi Lý Mật bại trận trước tướng Tùy Vương Thế Sung vào năm 618, do biết Lưu Hắc Thát dũng mãnh nên Vương Thế Sung đã cho Lưu làm kị tướng.
Sau khi Vương Thế Sung buộc Dương Đồng phải thiện nhượng cho mình, lập ra nước Trịnh, Lưu Hắc Thát phụng sự cho Trịnh, được giao trấn thủ Tân Hương (新鄉, nay thuộc Tân Hương, Hà Nam). Theo "Đường thư- quyển 55" thì ông bị tướng Hạ Từ Thế Tích bắt đưa đến chỗ Đậu Kiến Đức, song theo các chú giải Đường thư thì ông tự mình chạy đến chỗ Đậu Kiến Đức. Đậu Kiến Đức cho Lưu Hắc Thát làm tướng và phong tước Hán Đông quận công. Đậu Kiến Đức thường phái Lưu Hắc Thát đem quân đi tập kích, và đôi khi thâm nhập vào trong lãnh thổ của đối phương để thu thập thông tin tình báo. Trong thời gian phụng sự Đậu Kiến Đức, Lưu Hắc Thát đã giành được nhiều chiến thắng.

## Nổi dậy chống Đường
Năm 621, Đậu Kiến Đức bại trận trước Tần vương Lý Thế Dân của Đường, bản thân Đậu Kiến Đức bị quân Đường bắt giữ và cuối cùng bị Đường Cao Tổ hạ lệnh xử tử tại Trường An. Quân Hạ dự tính tiếp tục kháng cự, song dưới sự lãnh đạo của Tề Thiện Hành (齊善行), họ đã đầu hàng Đường.
Các quan lại và tướng lĩnh cũ của Hạ sau đó trở về với cuộc sống như những thứ dân, song họ bị các quan lại của Đường bạo hành và lo sợ rằng mình cũng sẽ bị xử tử như Đậu Kiến Đức, vì thế họ đã bí mật tập hợp và mưu tính nổi dậy chống Đường. Sau khi được pháp sư cho biết rằng vị thủ lĩnh của họ cần phải mang họ Lưu, thoạt đầu họ đề nghị Lưu Nhã (劉雅), song người này từ chối và bị giết. Lưu Hắc Thát khi đó đang sống ẩn dật và làm nông, đến khi được đề nghị làm thủ lĩnh thì chấp thuận. Vào mùa thu năm 621, Các quan lại và tướng lĩnh cũ của Hạ chính thức nổi dậy và chiếm cứ Chương Nam. Các lính Hạ cũ dần quy tụ lại dưới quyền Lưu Hắc Thát, Lưu Hắc Thát cho tế vong linh của Đậu Kiến Đức, tuyên bố quân Hạ nổi dậy là để trả thù cho Đậu Kiến Đức. Một thủ lĩnh nổi dậy khác là Từ Viên Lãng vốn đã quy phục triều Đường, song nay thấy Lưu Hắc Thát nổi dậy thì lại quay sang quy phục quân của Lưu trên danh nghĩa.
Đường Cao Tổ thoạt đầu cử Hoài An vương Lý Thần Thông (李神通) suất quân đánh Lưu Hắc Thát, liên hiệp với quan lại triều Đường là Yên vương Lý Nghệ. Tuy nhiên, Lưu Hắc Thát đã đánh bại Lý Thần Thông tại Nhiêu Dương (饒陽, nay thuộc Hành Thủy, Hà Bắc). Sau đó, Lưu Hắc Thát cũng đánh bại Lý Nghệ, uy danh của Lưu Hắc Thát vì thế mà lan ra khắp khu vực. Lưu Hắc Thát cũng tiến hành liên minh với một thủ lĩnh nổi dậy khác là Yên vương Cao Khai Đạo, cũng như liên minh với Đông Đột Quyết. Khoảng tết năm 622, Lưu Hắc Thát đánh bại Lý Hiếu Thường (李孝常, một thành viên hoàng tộc Đường) và Lý Thế Tích, tái chiếm tất cả lãnh thổ cũ của Hạ—khu vực bờ Bắc Hoàng Hà. Đường Cao Tổ nay nhận ra rằng Lưu Hắc Thát là một mối đe dọa lớn, vì thế đã quyết định phái hai hoàng tử Lý Thế Dân và Lý Nguyên Cát suất quân tiến công Lưu Hắc Thát. Trong khi đó, vào mùa xuân năm 622, Lưu Hắc Thát xưng là Hán Đông vương. Ông tổ chức chính quyền theo cách mà Đậu Kiến Đức đã tiến hành, giữ lại hầu hết quan lại và tướng lĩnh cũ của Hạ. Các hành động quân sự của Lưu Hắc Thát thậm chí còn mãnh liệt và cương quyết hơn so với của Đậu Kiến Đức. Lưu Hắc Thát định đô tại Minh châu (洺州, nay thuộc Hàm Đan), cùng vị trí với thủ đô của Đậu Kiến Đức.

## Bị đánh bại
Đến khi Lý Thế Dân tiến quân đến, quân của Lý Thế Dân và Lý Nghệ đã tái chiếm một số quận từ tay Lưu Hắc Thát, song đổi lại, Lưu Hắc Thát đã bắt được đại tướng La Sĩ Tín của Đường và xử tử. Cuối cùng, quân Đường và quân Hán Đông lâm vào thế bế tắc bên dòng Minh Thủy (洺水, chảy qua Minh châu) trong hơn 60 ngày. Cả hai bên đều cố tấn công đối phương song không thành công. Trong khi đó, Lý Thế Dân cho xây dựng một con đập trên thượng du của Minh Thủy. Đến khi Lưu Hắc Thát tấn công, Lý Thế Dân cho phá đập và khiến nhiều quân Hán Đông chết đuối. Lưu Hắc Thát đã kịp chạy trốn cùng bộ tướng Vương Tiểu Hồ (王小胡), song quân Hán Đông thì tan vỡ. Lưu Hắc Thát chạy trốn đến Đông Đột Quyết, lãnh thổ Hán Đông rơi vào tay triều Đường.
Vào mùa hè năm 622, cùng với quân tiếp viện Đông Đột Quyết, Lưu Hắc Thát đã cố gắng quay trở lại khu vực. Lý Nghệ đã không thể cản ông lại. Do Lý Thế Dân khi đó đã trở về Trường An, Đường Cao Tổ đã phái một thành viên trong hoàng thất khác là Hoài Dương vương Lý Đạo Huyền (李道玄) cùng Lý Nguyên Cát suất quân tiến đánh Lưu Hắc Thát. Tuy nhiên, quân của Lưu Hắc Thát chiến thắng hết trận này đến trận khác, và vào mùa đông năm 622, Lưu Hắc Thát giao chiến với Lý Đạo Huyền tại Hạ Bác (下博, nay thuộc Hành Thủy), kết quả là đã đánh bại và giết chết Lý Đạo Huyền. Trong vòng nửa tháng, Lưu Hắc Thát đã lại khôi phục được tất cả lãnh thổ cũ của Hạ. Lý Nguyên Cát lo sợ trước sức mạnh của Lưu Hắc Thát nên lưỡng lự trong việc giao chiến.
Trong khi đó, Thái tử của Đường là Lý Kiến Thành ganh đua quyết liệt với Lý Thế Dân để nhằm bảo vệ ngôi vị. Mùa xuân năm 623, khi Đường Cao Tổ định phái Lý Thế Dân tiến đánh Lưu Hắc Thát, Lý Kiến Thành đã tình nguyện dẫn quân xung trận. Lợi dụng khó khăn của Lưu Hắc Thát khi tấn công Ngụy châu (魏州, nay thuộc Hàm Đan) của Đường, Lý Kiến Thành vừa dẫn binh tấn công, vừa dùng kế thả tù binh để chiêu an, khiến quân của Lưu Hắc Thát dao động, thừa cơ tiêu diệt toàn quân tại Quán Đào (館陶). Lưu Hắc Thát chạy trốn chỉ với 100 lính, ông đến Nhiêu châu (饒州, nay thuộc Hành Thủy), Nhiêu châu thứ sử Gia Cát Đức Uy đã nghênh đón ông nhập thành và thiết tiệc. Tuy nhiên, đến giữa buổi tiệc, Gia Cát Đức Uy đã cho phục binh tập kích, bắt giữ ông cùng các binh sĩ đi theo, giải họ đến chỗ Lý Kiến Thành. Lý Kiến Thành cho xử trảm thị chúng Lưu Hắc Thát cùng em là Lưu Thập Thiện (劉十善) ở Minh châu, đưa thủ cấp đến Trường An.